# Regione di Kigoma
La regione di Kigoma è una delle 26 regioni amministrative della Tanzania, con capoluogo Kigoma, fondata dai belgi alla fine del XIX secolo. 
Confina a nord con la regione del Kagera, a est con quella di Rukwa, a ovest è bagnata dal lago Tanganica col quale delimita il confine di stato con la Repubblica Democratica del Congo; infine a nord ovest è confine di stato con il Burundi.

## Economia
Le risorse principali sono la pesca e l'agricoltura.
Nel XX secolo la regione ha avuto un piccolo momento di prosperità grazie alla commercializzazione del sale prodotto ad Uvinza, in un impianto di cristallizzazione costruito da una ditta italiana nei pressi del fiume Malagarasi. L'impianto, entrato in funzione nel 1985 utilizzava la salamoia estratta da pozzi artesiani costruiti nel periodo della colonizzazione tedesca, è ormai dismesso per la scarsa manutenzione.

## Distretti
La regione è divisa amministrativamente nei seguenti distretti:
| Distretto     | Popolazione 2012 Cens. 2012 | Popolazione 2022 Cens. 2022 |
| ------------- | --------------------------- | --------------------------- |
| Buhigwe       | 254 342                     | 240 005                     |
| Kakonko       | 167 555                     | 178 419                     |
| Kasulu urbano | 208 244                     | 238 321                     |
| Kasulu rurale | 425 794                     | 537 767                     |
| Kibondo       | 261 331                     | 362 922                     |
| Kigoma-Ujiji  | 215 458                     | 232 388                     |
| Kigoma        | 211 566                     | 222 792                     |
| Uvinza        | 383 640                     | 458 353                     |
| Totale        | 2 127 930                   | 2 470 967                   |